# Autostrada A709 (Franța)
Autostrada A709 este o autostradă urbană cu 2 × 3 benzi, gratuită pentru traficul local, reprezentând vechiul tronson al autostrăzii A9, cu o lungime de 23 de kilometri, care asigură accesul la aglomerația urbană Montpellier între comunele Saint-Brès și Fabrègues. Aceasta poartă denumirea actuală din 31 mai 2017, data la care a fost dublată de noua autostradă A9, care trece la câteva sute de metri mai la sud, fără nicio ieșire. Autostrada A709 îndeplinește acum rolul de periferic sudic al metropolei Montpellier. În acest sens, reprezintă un exemplu tipic de drum rapid urban în Franța.
Autostrada A709 are o limită de viteză de 90 km/h sau 70 km/h, în funcție de tronson. Aceasta rămâne sub concesiunea ASF (Autoroutes du Sud de la France).

## Istoric

### Fostul tronson al autostrăzii A9
Autostrada A709 ocupă, începând cu 31 mai 2017, o fostă porțiune a autostrăzii A9, care ocolește Montpellier și aglomerația sa urbană, construită între 1967 și 1975. Anterior, traficul de tranzit și traficul local erau amestecate, ceea ce provoca probleme recurente de ambuteiaje și accidente care implicau vehicule de mare tonaj.
Situația și istoricul acestei autostrăzi o fac similară cu cazul autostrăzii A344 din Reims, care ocupă, începând din 2010, un fost tronson al autostrăzii A4. Aceasta din urmă ocolește acum orașul prin sud, într-un mod similar cu autostrada A9 pentru Montpellier.

### Proiectul de separare a traficului local și de tranzit
Acest proiect a fost conceput la sfârșitul anilor 2000 și începutul anilor 2010, având în vedere traficul zilnic intens suportat de zona de sud a orașului Montpellier, nu doar în timpul verii (cu vârfuri de 130.000 de vehicule/zi), ci și pe parcursul restului anului (100.000 de vehicule/zi). Previziunile de creștere a traficului în anii următori au jucat, de asemenea, un rol important în luarea deciziei de a realiza acest proiect. Dacă nu s-ar fi întreprins nimic, ocolirea Montpellier-ului ar fi devenit din ce în ce mai aglomerată vara și în orele de vârf, degradând considerabil calitatea și durata deplasărilor.
Proiectul presupune crearea unui nou tronson de autostradă cu 2 × 3 benzi, care să ocolească Montpellier fără bariere de taxare și destinat exclusiv traficului de tranzit, având denumirea provizorie A9b. Tronsonul deja existent va fi utilizat doar ca periferic sudic al orașului Montpellier pentru traficul local, urmând să primească denumirea A9a.
Pentru a delimita această nouă variantă ocolitoare, punctul de taxare situat la Saint-Jean-de-Védas (Péage de Montpellier 2) trebuie modernizat, iar un alt punct de taxare va fi construit în comuna Baillargues (Péage de Montpellier 1), înlocuind punctul de taxare depășit tehnologic de la Gallargues-le-Montueux, aflat pe A9, la 15 kilometri în amonte, în departamentul Gard.
În ceea ce privește denumirea definitivă a amenajării rutiere, s-a decis în 2016 ca tronsonul A9a să fie redenumit A709, iar tronsonul A9b să păstreze denumirea de A9.

### Realizarea și punerea în funcțiune
Primele lucrări pentru noul tronson al autostrăzii A9 au început în martie 2013, cu devierea rețelelor de apă, electricitate, gaz și telefonie. Lucrările de terasament propriu-zise au fost inițiate în 2014. În anii următori, până în 2017, șantierul a progresat fără întreruperi, înregistrând un singur accident major: căderea fatală a unui supraveghetor de șantier de pe un pod, în noaptea de marți, 8 noiembrie, spre miercuri, 9 noiembrie 2016.
Noua autostradă A9, numită „Ocolirea sudică a Montpellier”, a fost inaugurată cu 6 luni înainte de termen, pe 10 martie 2017. A fost deschisă circulației în două etape: marți, 30 mai (pe sensul Montpellier/Nîmes), și miercuri, 31 mai 2017 (pe sensul Nîmes/Montpellier), între orele 5:00 și 8:00 dimineața. Astfel, A709 a preluat rolul său final de drum local, rămânând gratuită între punctele de taxare din Baillargues și Saint-Jean-de-Védas.

## Traseu
| De la A9-Nord până la ieșirea 28; secțiune cu taxă concesionată către ASF.     | |            |
| A9                                                                             | |            |
| Intersecție                                                                    | Nod rutier între A9 și A709: Nîmes, Marsilia, Lyon (nod rutier parțial).                                                                   | A9 E15 E80 |
| A709                                                                           | |            |
|                                                                                | Punctul de taxare Baillargues. |            |
| 28 - Vendargues                                                                | Orașe deservite: Alès, Nîmes, Montpellier-Hôpitaux, Facultés, Le Crès, Castelnau-le-Lez, Mauguio.                                          | RN113      |
| De la ieșirea 28 până la ieșirea 32; secțiune gratuită concesionată către ASF. | |            |
|                                                                                | Limitare la 90 km/h (sens Lyon > Spania).                                                                                                  |            |
| 29 - Montpellier est                                                           | Orașe deservite: Montpellier-centru, La Grande-Motte, Mauguio-Carnon-Plage, Montpellier-Millénaire, Aeroportul Montpellier – Méditerranée. |            |
| 30 - Montpellier sud                                                           | Orașe deservite: Montpellier-centru, Palavas-les-Flots, Lattes, Montpellier-Prés d'Arènes.                                                 |            |
|                                                                                | Limitare la 90 km/h (sens Spania > Lyon).                                                                                                  |            |
| 31 - Montpellier ouest                                                         | Orașe deservite: A750 (Millau), Béziers, Sète, Montpellier-Croix d'Argent, Montpellier-Mosson.                                             | A750       |
| 32 - Saint-Jean-de-Védas                                                       | Oraș deservit: Saint-Jean-de-Védas. |            |
| De la ieșirea 32 până la A9-Sud; secțiune cu taxă concesionată către ASF.      | |            |
|                                                                                | Punctul de taxare Saint-Jean-de-Védas. |            |
| A709                                                                           | |            |
| Intersecție                                                                    | Nod rutier între A9 și A709: Sète, Béziers, Toulouse, Barcelona (nod rutier parțial).                                                      | A9 E15 E80 |
| A9                                                                             | |            |

## Particularitate
Pe două tronsoane – cel situat pe teritoriul comunelor Fabrègues și Saint-Jean-de-Védas și cel de pe teritoriul comunelor Saint-Aunès și Saint-Brès – cele două sensuri de circulație ale autostrăzii A709 sunt separate de autostrada A9, care se află astfel în mijlocul amenajării rutiere. Această configurație este posibilă deoarece autostrada A9, la sud de Montpellier, este destinată exclusiv traficului de tranzit și, prin urmare, nu include ieșiri.